# Hénin-sur-Cojeul
Hénin-sur-Cojeul ist eine französische Gemeinde mit 528 Einwohnern (Stand: 1. Januar 2022) im Département Pas-de-Calais in der Region Hauts-de-France. Sie gehört zum Arrondissement Arras und zum Kanton Arras-3. 

## Geographie
Die Gemeinde Hénin-sur-Cojeul liegt am Südostrand des Artois am Cojeul, einem Nebenfluss der Sensée, etwa zehn Kilometer südsüdöstlich des Stadtzentrums von Arras. Umgeben wird Hénin-sur-Cojeul von den Nachbargemeinden Neuville-Vitasse im Norden, Saint-Martin-sur-Cojeul im Nordosten und Osten, Croisilles im Südosten, Saint-Léger im Süden sowie Boiry-Becquerelle im Südwesten und Westen. Am Südostrand der Gemeinde verläuft die Autoroute A1 und parallel zu dieser die Eisenbahn-Schnellfahrstrecke LGV Nord.

## Bevölkerungsentwicklung
| Jahr                       | 1962 | 1968 | 1975 | 1982 | 1990 | 1999 | 2006 | 2013 | 2022 |
| -------------------------- | ---- | ---- | ---- | ---- | ---- | ---- | ---- | ---- | ---- |
| Einwohner                  | 310  | 344  | 324  | 367  | 365  | 372  | 434  | 500  | 528  |
| Quellen: Cassini und INSEE |      |      |      |      |      |      |      |      |      |

## Sehenswürdigkeiten
- Kirche Saint-Vaast, nach dem Ersten Weltkrieg neu errichtet
- Kapelle Saint-Martin
- britischer Soldatenfriedhof

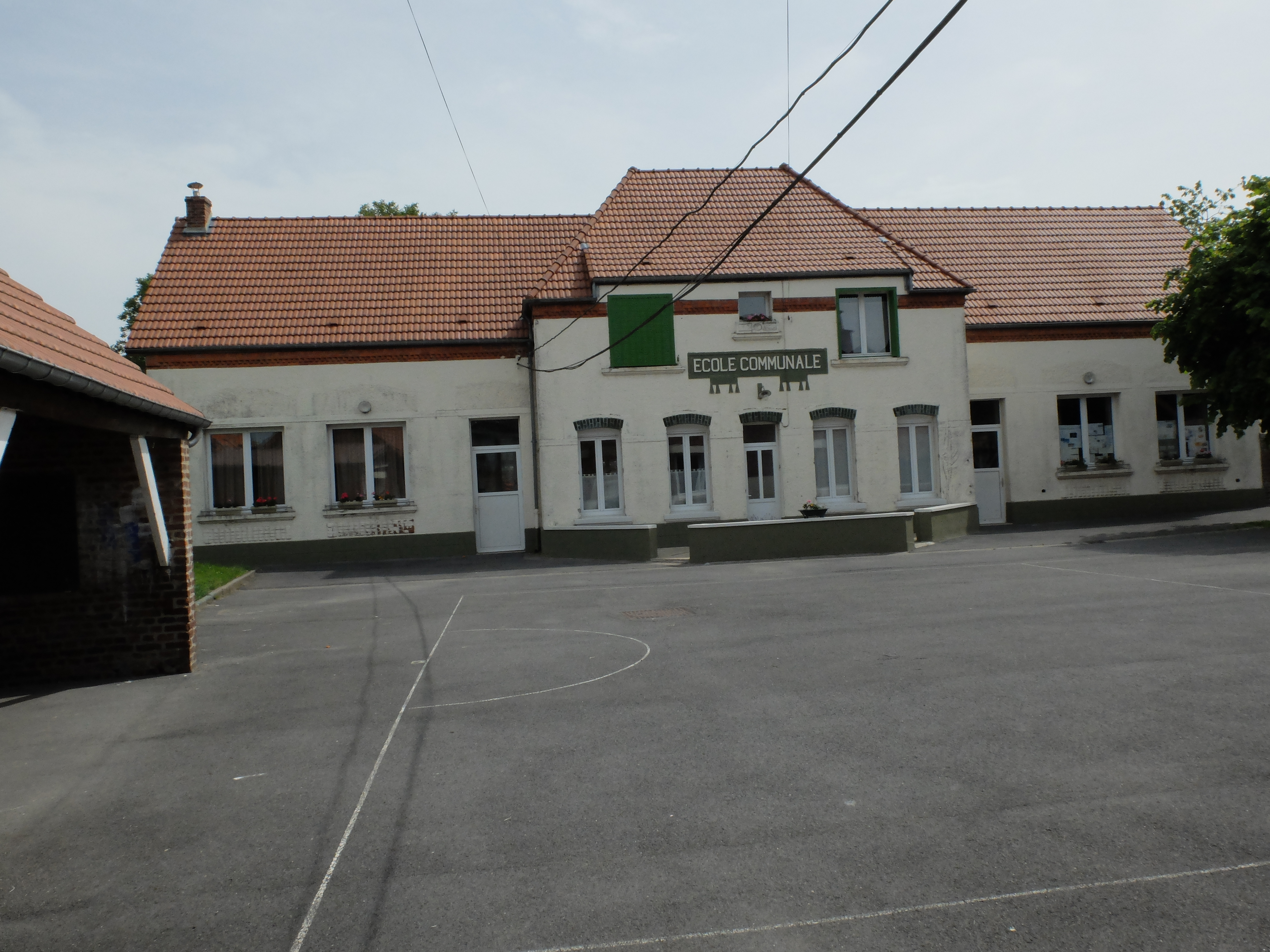
Schule
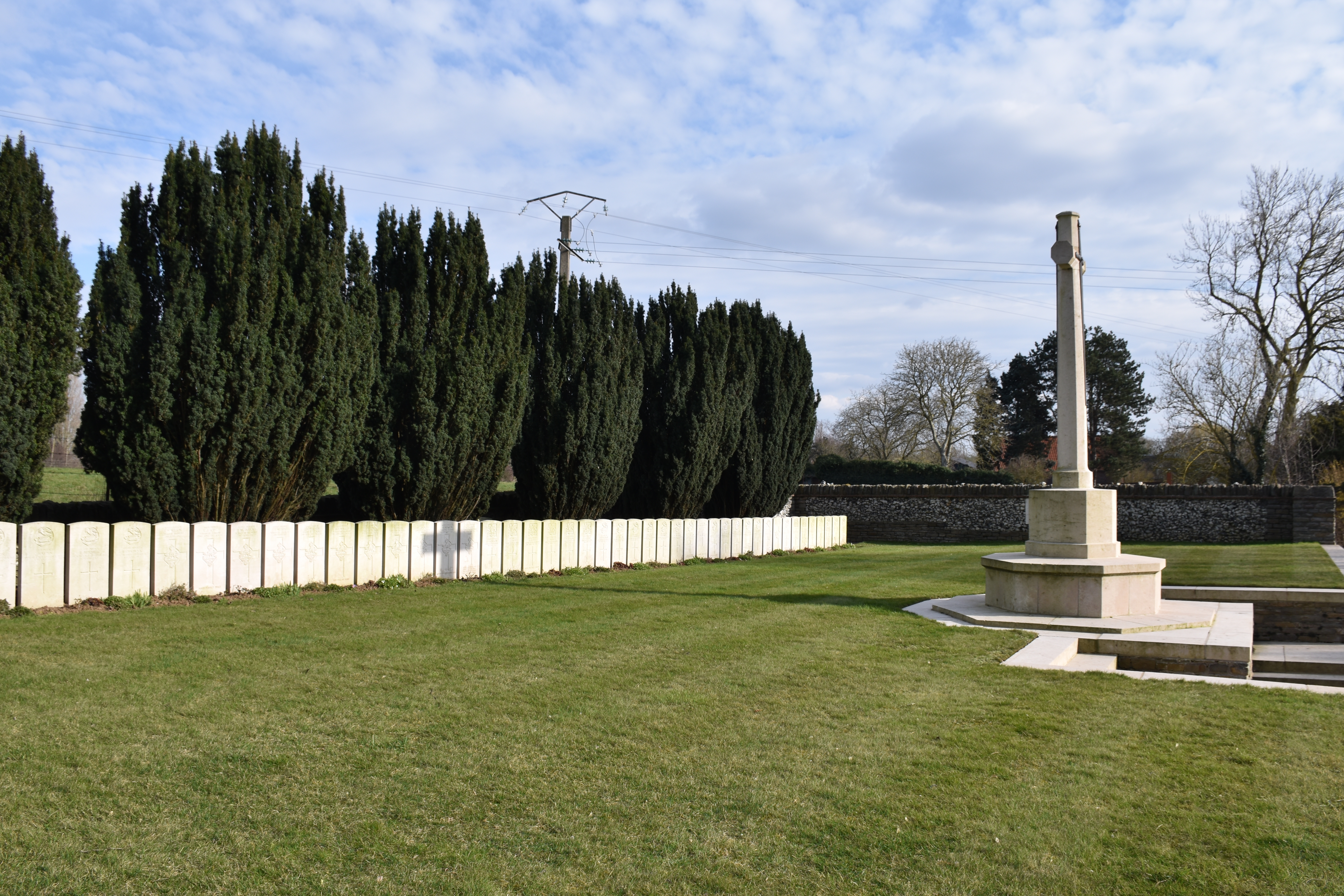
Britischer Soldatenfriedhof
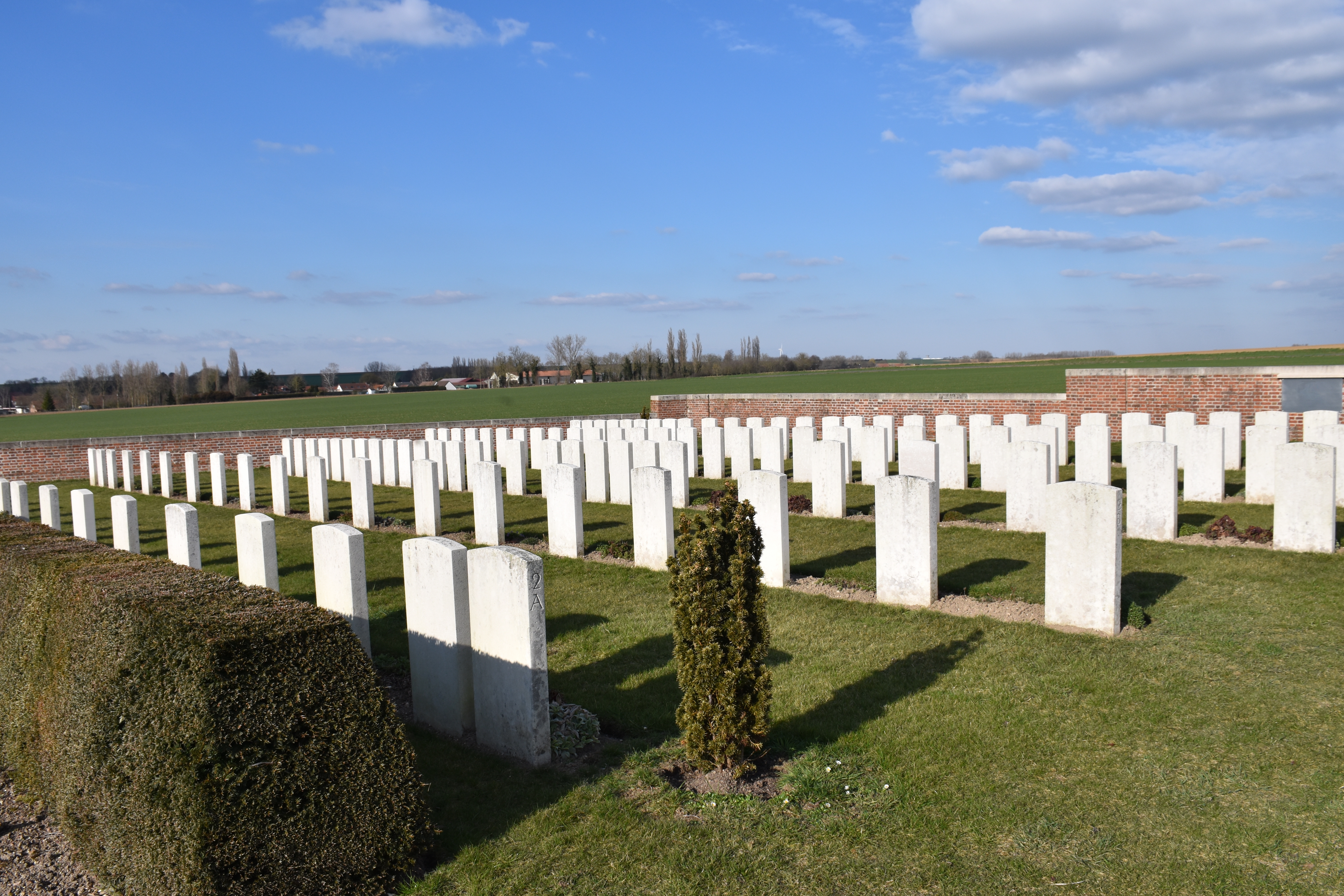
Militärischer Teil des Gemeindefriedhofes
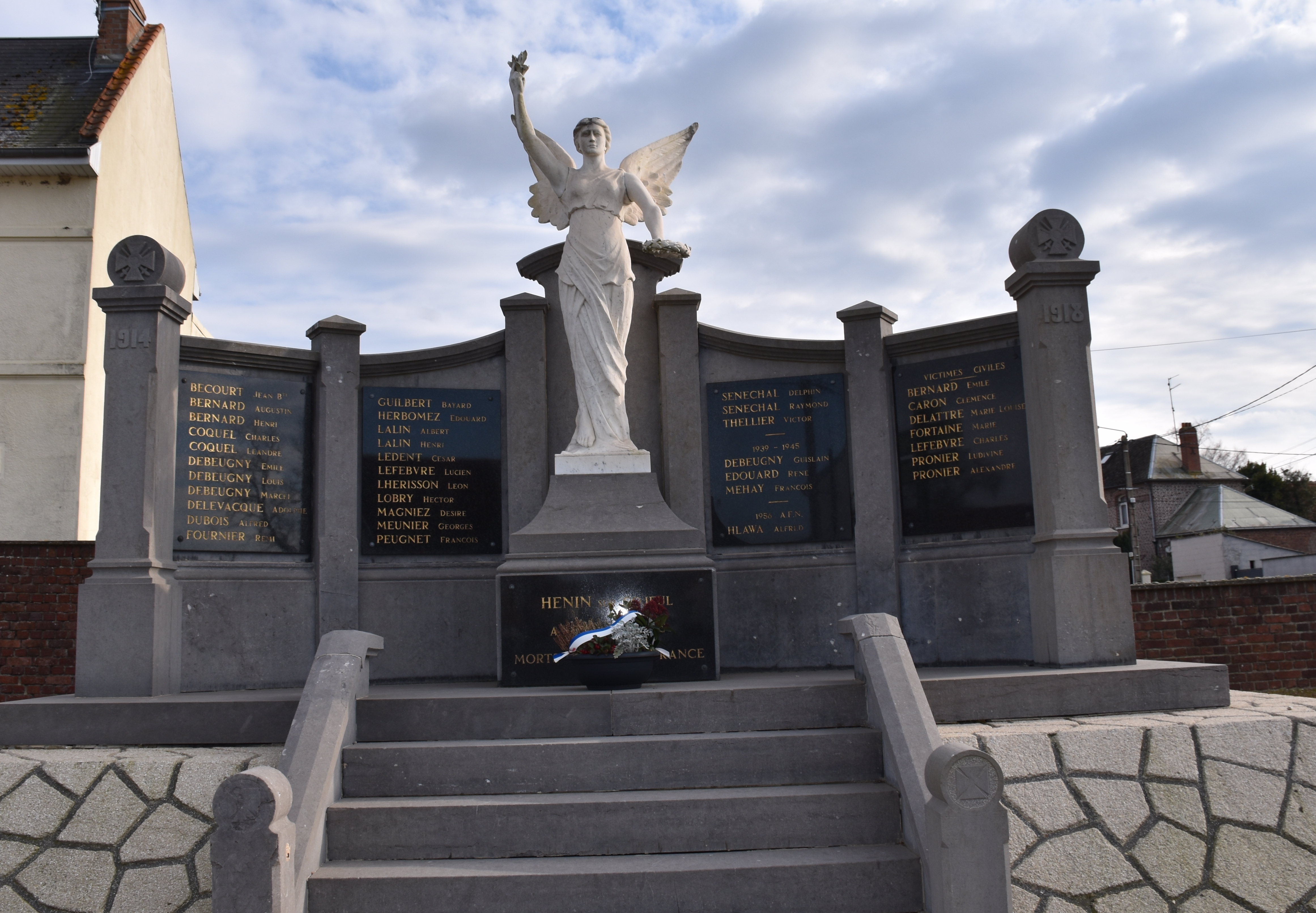
Gefallenendenkmal